# Guy Milcamps
Guy Milcamps (Namen, 11 maart 1951) was een Belgisch lid van het Waals Parlement en volksvertegenwoordiger.

## Levensloop
Als ambtenaar bij de RTT (1969-1978) en bij de Nationale Dienst van Werk (1978-1985) en inspecteur bij de werkloosheidsdienst trad hij toe tot de PS, de partij waarvoor hij in 1976 gemeenteraadslid van Ciney werd. Tevens was hij er van 1977 tot 1987 schepen onder burgemeester Charles Cornet d'Elzius.
In 1985 werd hij verkozen tot provincieraadslid van de provincie Namen en werd in 1987 gedeputeerde van de provincie, waardoor hij moest stoppen als schepen en gemeenteraadslid van Ciney. In 2004 stopte hij met deze functie toen hij verkozen werd in het Waals Parlement en in het Parlement van de Franse Gemeenschap. Hij bleef er zetelen tot aan de regionale verkiezingen van 2009. Vervolgens was hij van 2009 tot in 2010 lid van de Kamer van volksvertegenwoordigers. In 2010 werd hij niet herkozen.
In 2006 keerde hij terug in de gemeentepolitiek van Ciney en werd direct lijsttrekker van de PS bij de gemeenteraadsverkiezingen van dat jaar. De PS haalde bij deze verkiezingen een goed resultaat en Milcamps werd burgemeester. In 2012 kwam hij echter in de oppositie terecht nadat Jean-Marie Cheffert van de MR met zijn partij een absolute meerderheid behaalde en hij werd fractieleider van zijn partij in de gemeenteraad.
Nadat Milcamps in opspraak kwam omdat hij als gedeputeerde in het begin van de jaren 2000 uit favoritisme de kandidatuur van een ambtenares zou opgedrongen hebben, werd hij in mei 2014 uit zijn partij gezet. Later was hij opnieuw welkom bij de partij. Na de lokale verkiezingen van 2018 werd hij opnieuw provincieraadslid van Namen en schepen van Ciney. 